# Homard européen
Homarus gammarus · Homard breton
 (octobre 2009).
Si vous disposez d'ouvrages ou d'articles de référence ou si vous connaissez des sites web de qualité traitant du thème abordé ici, merci de compléter l'article en donnant les références utiles à sa vérifiabilité et en les liant à la section « Notes et références ».
Espèce
Statut de conservation UICN

 LC  : Préoccupation mineure
Le homard européen (Homarus gammarus) est une espèce de homard, appartenant au genre Homarus. En France, il est appelé homard breton, par opposition au homard américain, appelé aussi « homard canadien ». 
Hors période de reproduction, c'est un animal solitaire et très territorial, qui ne vit que dans les eaux marines. Son activité est nocturne ; il passe la journée dans des trous qu'il creuse dans le substrat meuble ou il s'abrite dans des fissures qu'il trouve dans les rochers ou le plancher océanique.

## Synonymes
Cette espèce a également été nommée:
- Cancer gammarus Linnaeus, 1758
- Astacus marinus Fabricius, 1775 ;
- Astacus gammarus Pennant, 1777 ;
- Homarus marinus Weber, 1795 ;
- Astacus europaeus Couch, 1837 ;
- Homarus vulgaris H. Milne Edwards, 1837 ;

## Aire de répartition et habitats

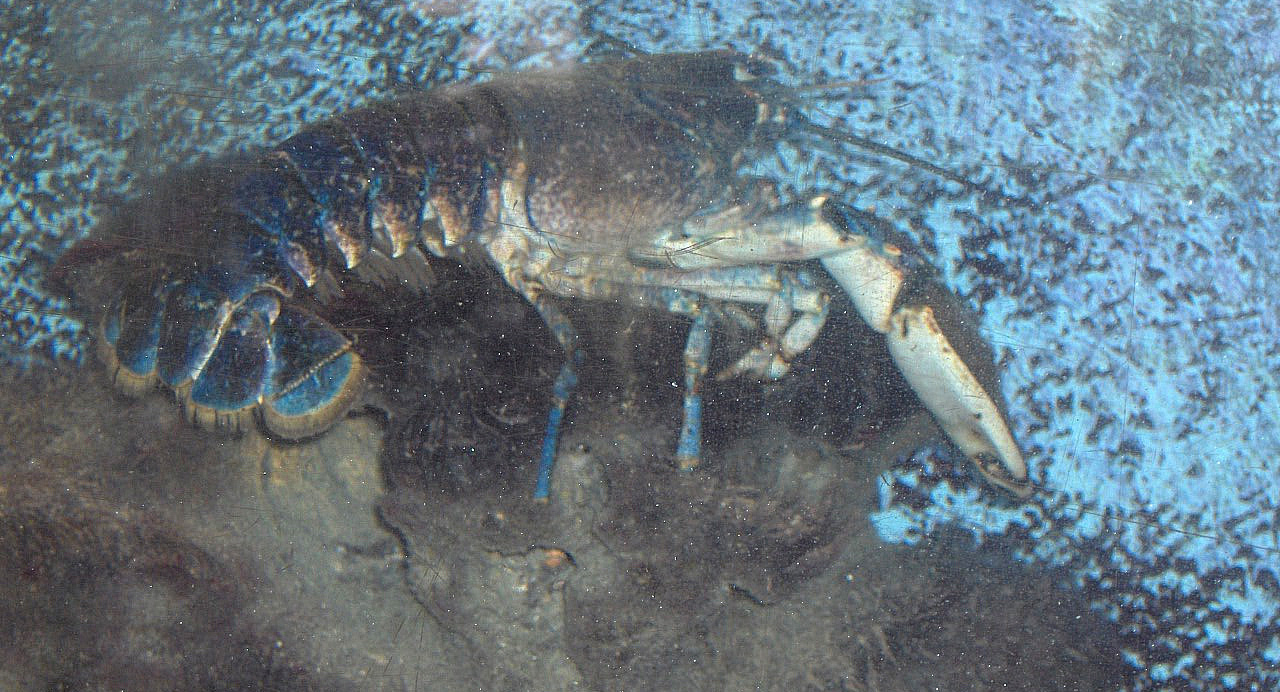
Homarus gammarus

Sa niche écologique et son habitat correspondent aux fonds marins de la zone infralittorale. Il vit normalement de la limite de la zone de marée basse jusqu'à 50 m de fond, exceptionnellement jusqu'à 60 mètres de profondeur. Il a une large aire de répartition puisqu'on le trouvait sur la quasi-totalité des côtes nord-atlantiques du littoral atlantique nord (ex : Îles Lofoten au nord-ouest de la Norvège jusqu'aux Açores et au Maroc. Il vit aussi en Méditerranée de Gibraltar à l'ouest de la Crète et dans le nord-ouest de la Mer Noire, mais il ne semble pas présent en Mer Baltique (salinité ?).
Il peut vivre sur des substrats aussi divers que des rochers couverts d'algues ou un fond vaseux, mais il a souvent disparu d'une partie de son territoire, notamment près du trait de côte et à proximité des ports par suite de la surpêche et peut-être aussi à cause de la pollution ou localement à la suite de certains aménagements portuaires ou sous-marins (pose de câble, exploitations de gravières sous-marines, décharge sous-marine, etc.)
Taille : Le homard européen peut vivre relativement vieux pour un crustacé (plus de 50 ans) et s'il est en moyenne légèrement plus petit et plus léger que son cousin américain Homarus americanus, il peut néanmoins atteindre une longueur maximale enregistrée de 1,26 m et un poids de 19 kg, ce qui indiquerait un âge théorique de 190 ans, la prise de poids d'un homard étant de 100 g/an.

Ces géants des fonds marins sont néanmoins rarement vus et ils sont de plus en plus rares. Les explications de cette raréfaction de l'espèce et des grands individus sont la pression de pêche, mais peut-être aussi de la pollution marine (via les phénomènes de bioconcentration et bioaccumulation qui sont plus importants chez les individus qui vivent longtemps). La taille moyenne des homards pêchés en Europe est aujourd'hui de 23–50 cm pour un poids environ 0,7 kg, ce qui correspond à de très jeunes homards qui n'ont pas encore eu le temps de beaucoup se reproduire ni de produire un grand nombre d'œufs.

## Cycle de vie

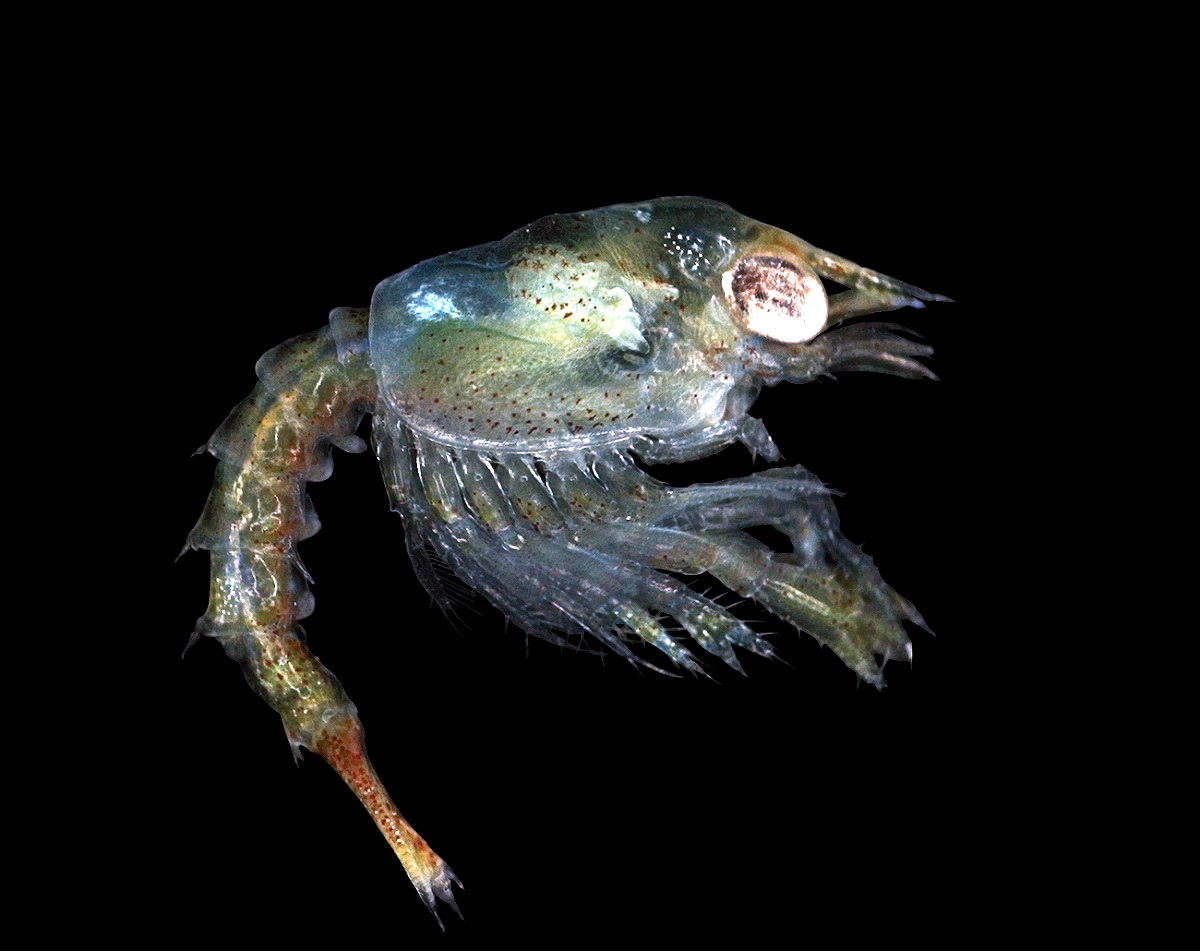
Larve de Homarus gammarus

Chaque été les homards effectuent des migrations (mécanismes et trajets encore mal connus) pour trouver des partenaires sexuels. Avec les périodes de mues, c'est le moment où les homards sont les plus vulnérables. Ses corridors de migration sont recherchés par les pêcheurs pour y poser leurs casiers ; c'est le moment du pic de pêche au homard (lequel peut ensuite être conservé un certain temps dans un vivier alimenté par de l'eau de mer).
Reproduction : L'accouplement a lieu quelques jours après la mue de la femelle, qui pond environ six semaines après entre 5 000 et 35 000 œufs, suivant la taille de l'animal et son habitat. Elle les transporte sous elle durant environ onze mois (un temps inhabituellement long chez les crustacés et rarement atteint chez les animaux), ce qui explique qu'on trouve toute l'année des femelles portant des œufs.

Après l'éclosion, la larve planctonique est libérée dans le milieu marin. Elle migrera durant 2-3 semaines dans la colonne d'eau pour ensuite se fixer sur un territoire où devenue jeune homard, elle creusera un « terrier » dans le fond marin où elle grandira durant 2 ans. Quand sa carapace atteint une longueur d'environ 15 mm le bébé homard quitte son terrier pour des crevasses de substrat rocheux. Il est alors vulnérable à la pêche (les plus petits homards trouvés dans les casiers de pêche au homard ne mesurent environ que 15 cm de long. Sa solide carapace chitineuse le protège de la plupart des prédateurs (sauf au moment de la mue), mais non de la pêche, bien avant sa maturité sexuelle qui n'est atteinte qu'à 4-5 ans, peu après qu'il a atteint la taille minimale de débarquement, ce qui est un facteur de vulnérabilité supplémentaire pour l'espèce.

## Alimentation
Le jeune se nourrit sur le substrat des petites proies qu'il peut trouver.

L'adulte du homard européen semble pouvoir exploiter pour se nourrir la plupart des fonds marins où il mange divers invertébrés tels que crabes, mollusques, oursins, vers polychètes et étoiles de mer, voire quelque poisson qui se serait trop approché de ses pinces ou poisson diurne surpris dans son repos nocturne. Il consomme aussi quelques algues. Au moment de la mue, il semble consommer une plus grande proportion d'oursins et d'étoiles de mer, peut-être comme source de calcium et d'oligo-éléments pour se constituer une nouvelle carapace. Comme la plupart des espèces marines (hors animaux à sang chaud), il se nourrit moins en hiver alors que son métabolisme est réduit en raison de la baisse de température de l'eau.
Pour l'anecdote, les pinces du homard sont différentes : une dénommée marteau qui sert à broyer et l'autre surnommée cisaille qui sert à couper. Ces pinces peuvent se situer à droite ou à gauche indifféremment.

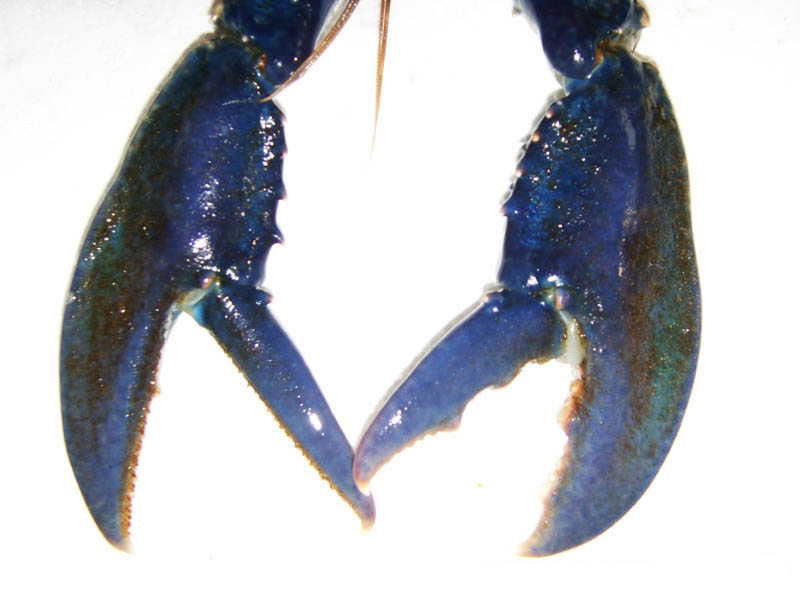
Observation des pinces dHomarus gammarus ; à gauche : une pince pour couper, et à droite : une pince pour broyer.

## Statut et menaces
Homarus gammarus est actuellement en situation de surpêche, et les méthodes d'élevage, bien que maîtrisées, ne sont pas économiquement rentables. Il ne fait pas l'objet d'un plan de restauration, il n'en est pas fait non plus d'élevage conservatoire et il existe à ce jour très peu de réserves naturelles sous-marines ou d'aires marines protégées susceptibles d'en protéger concrètement des populations importantes.

On a constaté qu'une recolonisation était possible dans un milieu constitué de récifs artificiels servant d'habitat de substitution et de protection et à condition qu'il existe des noyaux proches de population, mais peu nombreux sont les récifs construits dans son aire de répartition. 

Pour éviter une extinction de l'espèce, des mesures de gestion des stocks ont été prises, et certaines zones sont interdites à la pêche au homard[réf. nécessaire].
- En France, la taille légale de capture pour la pêche maritime de loisir est de 87 mm (longueur du céphalothorax) pour la Manche, l'Atlantique et la mer du Nord. Et de 30 cm (longueur totale du corps) pour la Méditerranée[4].
- Autour des îles Britanniques, pour « gérer » la ressource, les autorités régulant la pêche ont, au début des années 1990, fixé une taille minimale de capture (longueur du céphalothorax) de 87 mm[5].

En moyenne, l'âge d'un homard européen serait aujourd'hui de 5 à 7 ans, soit très inférieure à son espérance théorique naturelle de vie (i.e. sans pression de pêche)[réf. nécessaire].